# Mezinárodní literární cena Neustadt
Mezinárodní literární cena Neustadt (doslova Mezinárodní cena [manželů] Neustadtových za literaturu, anglicky Neustadt International Prize for Literature) je americká literární cena udílená od roku 1969 pro každý sudý rok. Jde o jednu z mála mezinárodních literárních cen udílených v USA, které nejsou omezeny žánrem či jazykem. Ocenění se vztahuje k celku díla, nikoli k jednotlivým dílům; proto bývá cena v médiích přirovnávána k Nobelově ceně za literaturu. Cenu udílí Oklahomská univerzita a honorář ve výši 50 000 dolarů zajišťují Walter a Doris Neustadtovi.

## Laureáti
| Rok  | Jméno                    | Stát                    | Jazyk(y)               |
| ---- | ------------------------ | ----------------------- | ---------------------- |
| 1970 | Giuseppe Ungaretti       | Itálie                  | italština              |
| 1972 | Gabriel García Márquez   | Kolumbie                | španělština            |
| 1974 | Francis Ponge            | Francie                 | francouzština          |
| 1976 | Elizabeth Bishop         | USA                     | angličtina             |
| 1978 | Czesław Miłosz           | Polsko                  | polština               |
| 1980 | Josef Škvorecký          | Česko · Kanada          | čeština                |
| 1982 | Octavio Paz              | Mexiko                  | španělština            |
| 1984 | Paavo Haavikko           | Finsko                  | finština               |
| 1986 | Max Frisch               | Švýcarsko               | němčina                |
| 1988 | Raja Rao                 | Indie · USA             | angličtina             |
| 1990 | Tomas Tranströmer        | Švédsko                 | švédština              |
| 1992 | João Cabral de Melo Neto | Brazílie                | portugalština          |
| 1994 | Edward Kamau Brathwaite  | Barbados                | angličtina             |
| 1996 | Assia Djebarová          | Alžírsko                | francouzština          |
| 1998 | Nuruddin Farah           | Somálsko                | angličtina             |
| 2000 | David Malouf             | Austrálie               | angličtina             |
| 2002 | Álvaro Mutis             | Kolumbie                | španělština            |
| 2004 | Adam Zagajewski          | Polsko                  | polština               |
| 2006 | Claribel Alegría         | Nikaragua · Salvador    | španělština            |
| 2008 | Patricia Grace           | Nový Zéland             | angličtina             |
| 2010 | Duo Duo                  | Čína                    | čínština               |
| 2012 | Rohinton Mistry          | Indie · Kanada          | angličtina             |
| 2014 | Mia Couto                | Mosambik                | portugalština          |
| 2016 | Dubravka Ugrešić         | Chorvatsko · Nizozemsko | chorvatština           |
| 2018 | Edwidge Danticat         | Haiti · USA             | angličtina             |
| 2020 | Ismail Kadare            | Albánie                 | albánština             |
| 2022 | Boubacar Boris Diop      | Senegal                 | převážně francouzština |
| 2024 | Ananda Devi              | Mauricius               | francouzština          |